# Thymistadopsis
Thymistadopsis este un gen de insecte lepidoptere din familia Drepanidae.

Cladograma conform Catalogue of Life:
| Thymistadopsis | \| \| Thymistadopsis albidescens \| \| \| \| \| \| Thymistadopsis divisa \| \| \| \| \| \| Thymistadopsis pulvis \| \| \| \| \| \| Thymistadopsis trilinearia \| \| \| \| \| \| Thymistadopsis trisulcata \| \| \| \| \| \| Thymistadopsis undulifera \| \| \| \| |
|                | \| \| Thymistadopsis albidescens \| \| \| \| \| \| Thymistadopsis divisa \| \| \| \| \| \| Thymistadopsis pulvis \| \| \| \| \| \| Thymistadopsis trilinearia \| \| \| \| \| \| Thymistadopsis trisulcata \| \| \| \| \| \| Thymistadopsis undulifera \| \| \| \| |
|                | Thymistadopsis albidescens |
|                | |
|                | Thymistadopsis divisa |
|                | |
|                | Thymistadopsis pulvis |
|                | |
|                | Thymistadopsis trilinearia |
|                | |
|                | Thymistadopsis trisulcata |
|                | |
|                | Thymistadopsis undulifera |
|                | |